# راي تشو
راي تشو (بالإنجليزية: Ray Chew)‏ هو قائد فرقة ‏ وملحن أمريكي، ولد في 1968.

## وصلات خارجية
- الموقع الرسمي
- راي تشو على موقع IMDb (الإنجليزية)
- راي تشو على موقع ميوزك برينز (الإنجليزية)
- راي تشو على موقع أول ميوزيك (الإنجليزية)
- راي تشو على موقع ديسكوغز (الإنجليزية)